# Dom na Peci
Dom na Peci (1.665 m) je planinska postojanka, ki stoji na manjši uravnavi sredi vzhodnega pobočja Pece, tik pod vrhom Male Pece (1.731 m). Prvotna »Uletova koča«, imenovana po tamkajšnjem domačinu in predsedniku Mežiške podružnice SPD, je bila zgrajena in odprta 29. junija 1928. Med drugo svetovno vojno je bila koča požgana. Po vojni je bilo v njeni bližini leta 1953 postavljeno sprva manjše zavetišče, sedanji dom pa je bil zgrajen v letu 1957, predan v uporabo 7. septembra 1958. V njegovi bližini, 10 minut hoda, se nahaja nekdanji vhod v mežiški rudnik svinca in cinka, preurejen v Votlino Kralja Matjaža, v njej pa je postavljen bronasti kip Kralja Matjaža, delo akademskega kiparja Marjana Keršiča - Belača. Dom upravlja PD Mežica.

## Dostopi
- ¾ h: od parkirišča Jakobe, do njega je iz Mežice mimo Podkraja 12 km, iz Črne na Koroškem mimo Podpece pa 16 km;
- 2 h: od nekdanjega rudnika v Topli,
- 3 h: od Koče na Pikovem (992 m).

## Vzponi na vrhove
- 1½ h: Peca (Kordeževa glava, 2.125 m), po normalni poti,
- 2 h: Kordeževa glava, po zelo zahtevni poti.